# VII век
VII (седьмо́й) век  по юлианскому календарю — век с 1 января 601 года по 31 декабря 700 года. Это 7-й век 1-го тысячелетия.  Закончился 1325 лет назад.

## События
- Середина VII века — образование Хазарского каганата.
- 602 — Фока узурпировал власть в Византийской империи. Был свергнут Ираклием I (610).
- 602—628 — Персидско-византийская война. Сасанидская гражданская война в Персии (628—632)[англ.]
- 633—651 — Арабское завоевание Ирана
- 668 — начало правления византийского императора Константина IV.
- 680 — византийский император Константин IV собрал 6-й вселенский собор, восстановивший мир между восточной и западной церквями.

### Европа
- 605 — в Британии образовалось королевство Нортумбрии из Берниции и Дейры.
- 613—629 — правление короля франков Хлотаря II из династии Меровингов, при котором франки снова составили единое государство.
- 623 — образование государства Само, первого славянского государства.
- 650 — началась чеканка англосаксонской монеты в Лондоне.
- 681 — образование Дунайской Болгарии.
- Середина VII века — гегемония Нортумбрии в Англии.
- Середина VII века — король Мерсии Вульфхер, сын Пенды.
- Середина VII века — вытеснение аваров из Северного Причерноморья.
- Вторая половина VII века — завершение христианизации англо-саксов.
- Образование на Балканах Славиний.
- Образование в Нижней Мёзии «Союза семи славянских племён».

#### Восток
- Поселение в Среднем Поволжье тюркоязычных племён булгар. Подчинение буртасов Хазарскому каганату.
- Восточно-тюркский каганат.

### АзияиОкеания
- 627 — «Битва у рва» — описанное в Коране героическое сражение между мусульманами и мекканцами-язычниками.
- 632 — смерть арабского проповедника Единобожия Пророка Мухаммеда.
- На Аравийском полуострове зарождается ислам. Праведный халифат (632—661). Омейядский халифат (661—750).
- VII век — образование царства Шривиджайя в восточной части Суматры со столицей в Палембанге.
- VII—VIII века — в бассейне реки Менам (Таиланд) образуются государства монов Дваравати (в нижнем течении) и Халипунджайя (в верхнем).
- VII век — заселение Новой Зеландии из восточной Полинезии. Открытие острова Купе, получивший название Аотеароа («Земля длинного белого облака»).
- VII—XIV века — заселение Гавайских островов.
- 697 — Арабский халифат начал завоевание западной части Северной Африки (697—705).
- 698 — образование государства Бохай.

#### Китай
- 609—619 — правление тюркского кагана Шиби, при котором тюрки отстояли независимость от Суйского Китая.
- Династия Тан (618—907) пришла на смену династии Суй (581—618) в результате переворота.
- 620—630 — правление кагана Хели, при котором тюрки совершили 67 походов против Китая. Но податной гнёт и восстание ряда покорённых племён привело к полувековой зависимости от Китая.
- 631 — восточные тюрки получили независимость от Китая.
- Вторая половина VII века — Тибет присоединяет районы в Средней Азии и Западном Китае.

### Америка
- Около 600 — 1200 годов — цивилизация Тиауанаку около озера Титикака.
- VII век — гибель Теотиуакана

## Личности
- Агафон — Папа римский.
- Адам Бременский — германский хронист, каноник, схоластик.
- Адеодат I — Папа римский.
- Адеодат II — Папа римский.
- Анастасий Синаит — преподобный, писатель, богослов.
- Умар ибн Абу Рабиа — арабский поэт.